# Зансе-Сханс

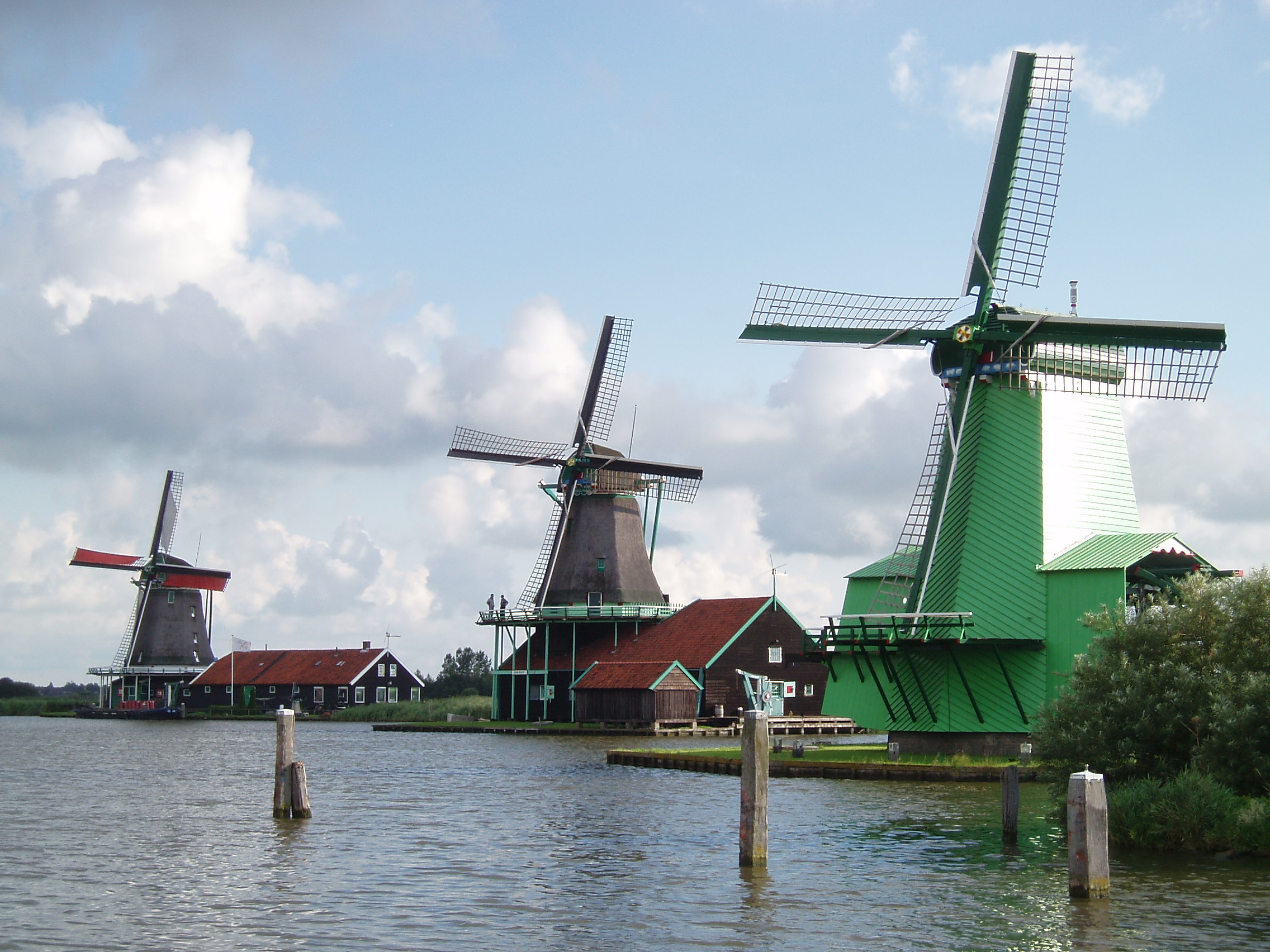

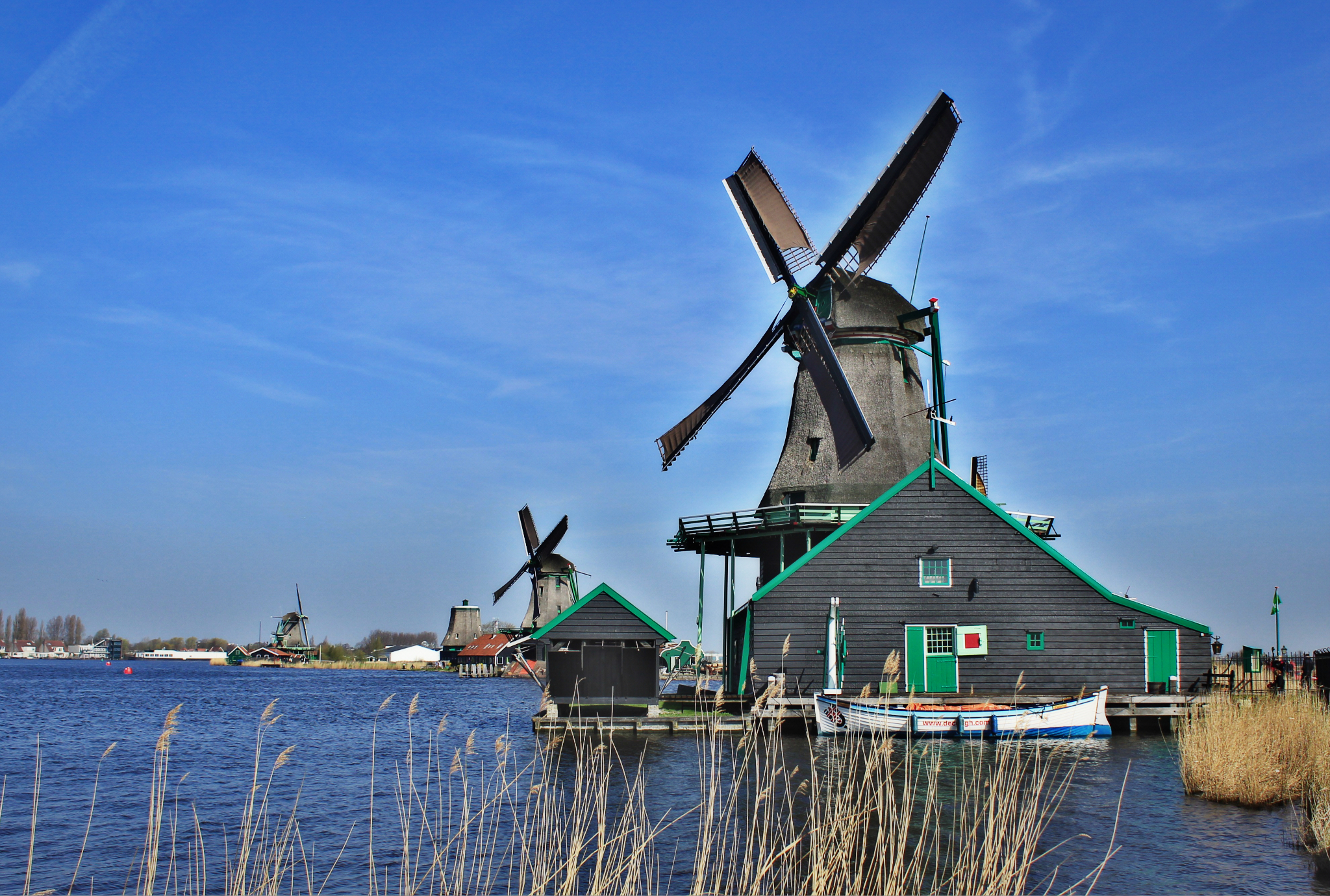
Ветряные мельницы в Зансе Сханс

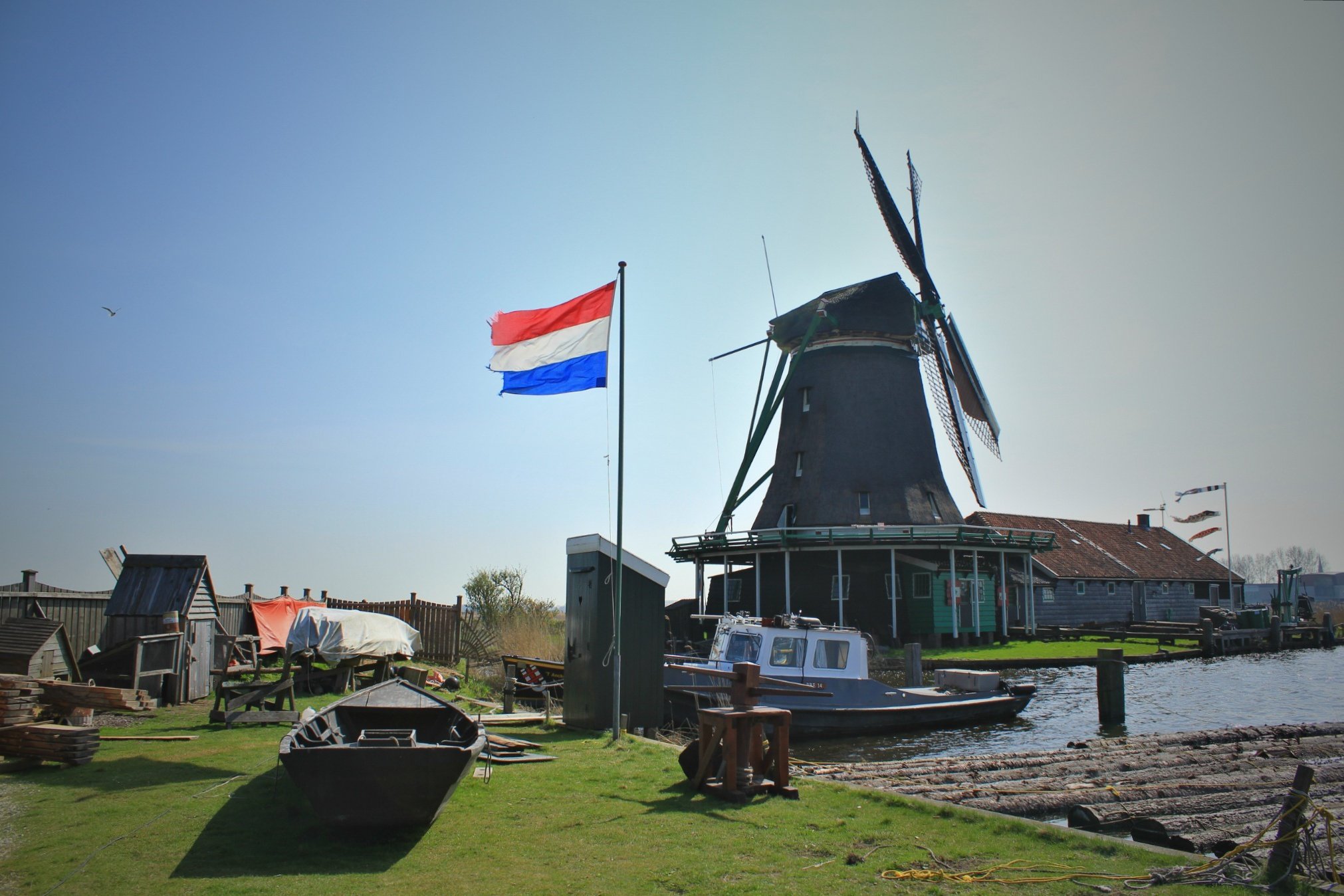
Вид с территории мельницы-лесопилки

Зансе-Сханс (нидерл. Zaanse Schans) — музей под открытым небом в муниципалитете Занстад в Нидерландах, недалеко от его центра, города Зандама.
На территории музея расположены ветряные мельницы и другие образцы голландского деревянного зодчества XVII—XVIII веков. В некоторых домах расположились музеи, магазины, однако большинство из них заселены. Здания, всего около 30 домов, были перевезены из разных уголков страны в конце 60-х годов XX века.
В музее можно посетить мастерскую по изготовлению традиционной голландской обуви, старинную сыроварню и мельницы, которые были отреставрированы и функционируют до сих пор.

## История

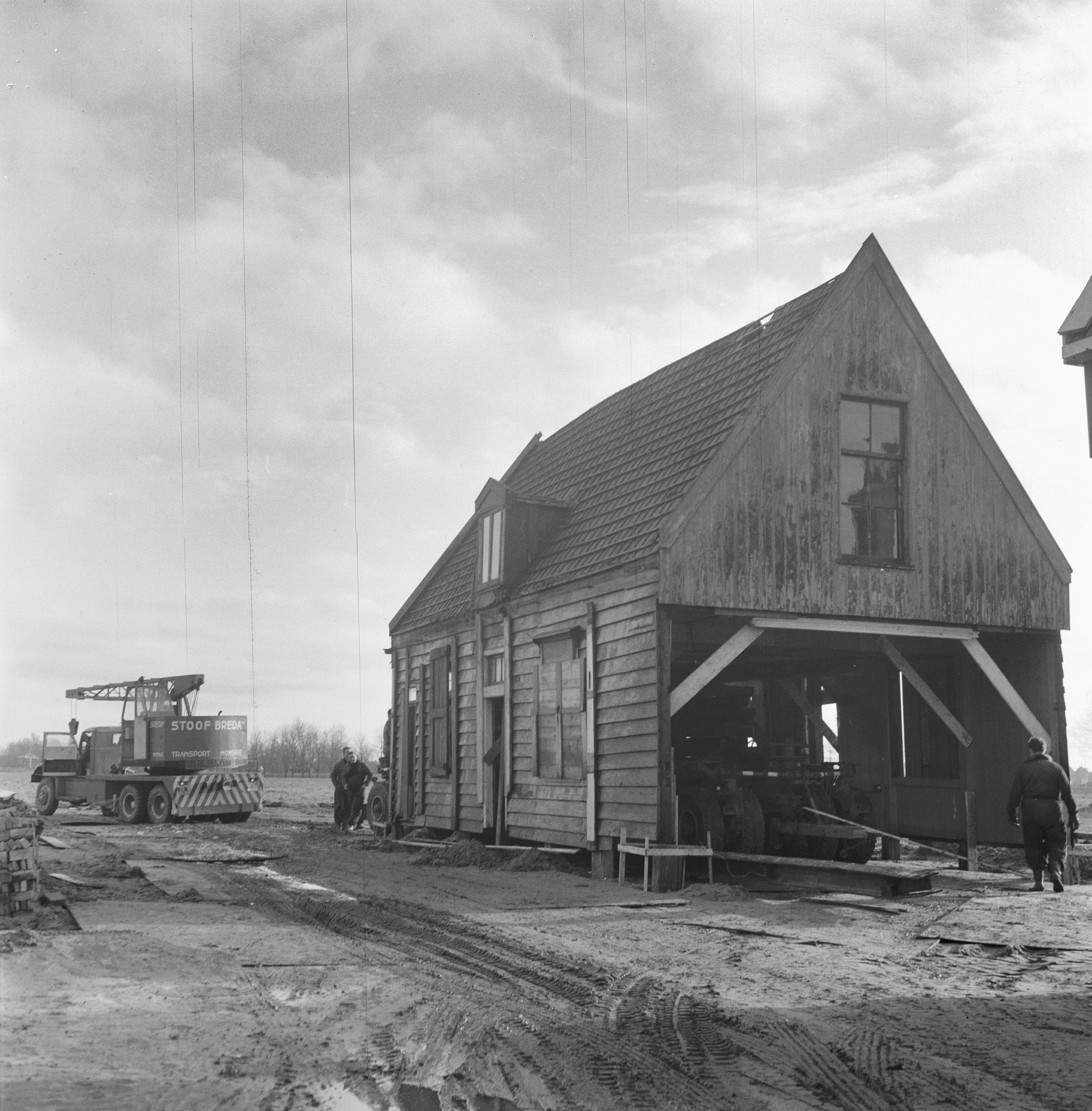
Деревянный дом во время установки в районе Зансе-Сханс

Осознание ценности занского наследия возникло во время Второй мировой войны. Ещё в 1938 году в Нидерландском музее под открытым небом была создана Занская деревня с четырьмя перенесёнными домами. В 1946 году была основана гражданская инициатива «Zaans Schoon» для сохранения жилого района Гортерсхук (нидерл. Gortershoek). В этом проекте участвовали Джоб Дёйвис, Эверт Смит, архитектор Яап Схиппер, государственный архивариус Йохан Грёесбек и специалист по деревянному строительству Тео ван дер Коох.
Чтобы сохранить как можно больше занских деревянных построек, в 1949 году рассматривался вариант создания отдельного района, куда можно было бы перенести дома. Первоначально подходящими считались Хаалдерсбрук у Калверполдера и район вокруг Eerste Ezelspad и Weeshuispad в Зандейке. Однако не все здания там сочли достаточно аутентичными, и выбор пал на Калверполдер, расположенный напротив Гортерсхука, что позволяло создать естественный архитектурный ансамбль.
В 1952 году архитектор Яап Схиппер на выставке «Oud Zaandam» представил макет, как могла бы выглядеть занская деревня. В макете выделялись четыре типа застройки: постройки на берегу реки Зан, здания в Зандейке, «овертёйны» (нидерл. overtuin) и рабочие дома на противоположной стороне дренажного канала, соединённые квакелями. Муниципалитет и провинция не сразу согласились с проектом: по их мнению, в нём не было «занской планировки» — деревня имела форму треугольной площади, а не характерную гребенчатую структуру с домами вдоль дамбы и боковыми проходами с видом на Калверполдер. После доработки план был представлен Рейксдиенст по охране памятников (нидерл. Rijksdienst voor de Monumentenzorg), который сначала отказал в субсидировании, так как памятники предполагалось переносить. Условием одобрения стало обязательное проживание в домах, а муниципалитет настоял на создании парковки для туристов. В 1956 году проект был утверждён. В 1957 году участок подготовили к застройке, снесли промышленный комплекс и разместили приобретённые дома на хранение в ангаре. План предусматривал 43 здания и одну мельницу.
С 1963 года многие старые деревянные здания из Занстрека перевозили на платформенных прицепах (дипладдерах) в район расширения Зансе-Сханс и восстанавливали. Такой способ транспортировки позволял максимально сохранить аутентичность постройки, хотя в качестве фундамента использовался бетон вместо традиционных деревянных свай с поперечинами. Списки желающих поселиться в этом районе быстро становились длинными. К 1970 году было восстановлено пятнадцать домов.
Первоначально созданный как жилой район, Зансе-Сханс стал привлекать всё больше туристов, к чему он был не готов. За образец был взят Колониальный Вильямсберг как «живая» историческая деревня. Между 1970 и 1974 годами проект дополнили историческими зданиями (ресторан «De Kraai», склады «De Lelie» и «De Bezem») и несколькими репликами, приспособленными для ресторанного и туристического обслуживания. Также было построено дополнительное парковочное пространство на месте, где изначально планировалась школа. С 1976 года Зансе-Сханс стал полноценной туристической достопримечательностью.
В район были также перенесены несколько мельниц. На своём оригинальном месте сохранились только нижние части краскотни «де Кат» (первоначально маслобойная мельница), маслобойная мельница «Де Бонте Хен», а также маслобойня «Де Ос». Позже в Зансе-Сханс неоднократно перемещали и другие здания.
В 1982 году Гортерсхук получил статус охраняемого исторического поселения, а Зансе-Сханс — в 2010 году. Так как район изначально не задумывался как музей, здесь сложилась модель дохода, основанная на контрактах с международными туроператорами, парковочных сборах и бесплатных музеях, совмещённых с магазинами местных товаров.

## Список мельниц
- «De Huisman» — мельница для производства горчицы
- «De Gekroonde Poelenburg» — лесопилка
- «De Kat» («Кошка»)- краскомольная мельница
- «De Zoeker» — маслобойная мельница
- «De Bonte Hen» («Рябая курица»)- маслобойная мельница
- «Het Jonge Schaap» («Молодая овечка») — лесопилка
- «De Os» — маслобойная мельница
- «Het Klaverblad» («Клеверный лист») — лесопилка
- «De Windhond»
- «De Hadel»